# Cafetita
La cafetita es la forma mineral de un hidróxido de fórmula química CaTi2O5·H2O.
Fue descubierta por Aleksandr Kukharenko y colaboradores en el macizo ultrabásico de Afrikanda (península de Kola, Rusia) en 1959.
Originalmente su composición fue referida como (Ca,Mg)(Fe,Al)2Ti4O12·4H2O.
Aunque actualmente se considera que el hierro no es esencial, el nombre de este mineral hace alusión a su composición, CAlcio, hierro (en latín = FErrum) y TItanio.

## Propiedades
La cafetita es un mineral transparente, incoloro o de color amarillo pálido, con brillo adamantino.
Tiene dureza entre 4 y 5 en la escala de Mohs (intermedia entre la de la fluorita y la del apatito) y una densidad de 3,28 g/cm³.
Cristaliza en el sistema monoclínico, clase prismática.
La cafetita procedente de Afrikanda (localidad tipo) contiene un 54% de TiO2, un 22% de Fe2O3, un 6,2% de CaO, un 2,0% de Al2O3 y un 1,4% de MgO.

## Morfología y formación

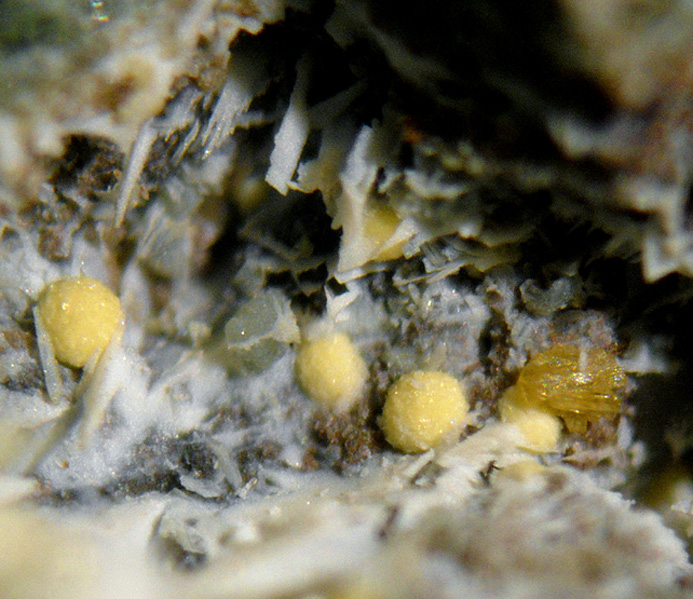
Kassita, cafetita y lizardita procedentes de la cantera de Val di Serra (Trentino-Alto Adigio, Italia)

La cafetita puede presentarse como cristales en forma de columna o aciculares, alargados según el eje {001}.
Otros posibles hábitos son agregados fibrosos, o bien masas radiales a enmarañadas.
En el yacimiento tipo aparece como mineral hidrotermal tardío en cavidades miarolíticas, en pegmatitas que cortan un macizo de piroxenita.
Se presenta asociado con ilmenita, titanomagnetita, titanita, anatasa, perovskita, baddeleyita, flogopita, clinocloro y kassita.

## Yacimientos
La cafetita es un mineral escaso y solo se conocen depósitos en tres países. El yacimiento tipo proviene del macizo ultrabásico de Afrikanda (óblast de Múrmansk, Rusia), donde también se localizan otros minerales óxidos como fersmita, zirconolita, lueshita y loparita-(Ce).
En este mismo óblast hay depósitos en el macizo de Jibiny y en el de Kovdor.
Los otros yacimientos conocidos de este mineral están en Montana (Estados Unidos) y en Italia, en la provincia de Trento; en esta última localización —Val di Serra, una cantera abandonada de mármol entre los pueblos de Pilcante y Chizzola—, se ha encontrado cafetita en 2013.